# False Flag (serie televisiva)
False Flag (ebraico: כפולים, tradotto: Kfulim) è una serie televisiva israeliana trasmessa dal 29 ottobre 2015 sul canale Channel 2.
La serie è basata sulla storia dell'assassinio a Dubai del maggiore di Hamas Mahmud al-Mabhuh, il cofondatore dell'ala militare del gruppo islamista palestinese Hamas, avvenuto il 19 gennaio 2010.
In Italia, la serie è andata in onda dal 7 novembre 2017 su Fox.

## Trama
In un hotel a Mosca, degli individui rapiscono il ministro iraniano della difesa. Le telecamere di sorveglianza riprendono l'accaduto. Le autorità russe accusano il Mossad di aver organizzato l'operazione e indicano cinque israeliani come gli esecutori del sequestro. Il servizio di sicurezza interna israeliana, la Shin Bet, eredita il caso. I cinque sospettati vivono a Tel Aviv e si scoprono con facilità i loro volti nei giornali. Apparentemente innocenti, il loro comportamento li tradisce. Il capo di Shin Bet, Eytan Kopel, è responsabile del caso.

## Episodi
| Stagione         | Episodi | Prima TV Israele | Prima TV Italia |
| ---------------- | ------- | ---------------- | --------------- |
| Prima stagione   | 8       | 2015             | 2017            |
| Seconda stagione | 10      | 2018-2019        | 2019            |

## Personaggi e interpreti

### Personaggi principali
- Ben "Benny" Rephael, interpretato da Ishai Golan.
- Natalie Alfassia, interpretata da Maggie Azarzar.
- Asia Brindich, interpretata da Ania Bukstein.
- Sean Tilson, interpretato da Angel Bonanni.
- Emma Lipman, interpretata da Orna Salinger.
- Eithan Kopel, interpretato da Mickey Leon.

### Personaggi ricorrenti
- Eli Mazor, interpretato da Morris Cohen.
- Alex Feldman, interpretato da Sergey Bukhman.
- Efrat, interpretata da Avigail Ariely.
- Yuval, interpretato da Roi Assaf.
- Primo ministro israeliano, interpretato da Shalom Shmuelov.
- Gabi, interpretato da Yigal Naor.

## Produzione
La serie ha avuto la sua première mondiale al Festival Internazionale del Cinema di Berlino a febbraio 2015 e ha vinto il premio Audience Award al festival delle serie televisive France Mania nell'aprile 2015. Nell'ottobre 2015, durante la fiera annuale MIPCOM, è stato annunciato che la serie è stata acquisita da Fox International e questa è stata la sua prima acquisizione di una serie in lingua straniera su scala globale. La serie sarà trasmessa in 127 paesi.